# Gliedergürteldystrophie 2G
Die Gliedergürteldystrophie 2G (LGMD2G) ist eine sehr seltene Erkrankung aus der Gruppe der Gliedergürteldystrophien.

## Krankheitsursache und -entstehung
Die LGMD2G wird durch Mutationen im TCAP-Gen (beim Menschen Chromosom 17, 17q12) verursacht und autosomal-rezessiv vererbt. TCAP kodiert für das Protein Telethonin (Titin cap protein). Die Erkrankung wird daher auch als Telethoninopathie bezeichnet. Das Protein Telethonin wird in der Skelett- und Herzmuskulatur gebildet. Es handelt sich um ein Sarkomerprotein, das mit Titin und der Z-Scheiben einer Muskelfasern assoziiert ist. Es wurden bisher homozygote als auch compound-heterozygote Mutationen im TCAP-Gen als Ursache beschrieben.

## Klinische Erscheinungen
Klinisch ist die Erkrankung durch eine proximale Muskelschwäche und durch die Mitbeteiligung distaler Muskelgruppen und häufig der Herzmuskulatur gekennzeichnet. Die Erkrankung manifestiert sich meist innerhalb der zweiten Lebensdekade. Durch die Beteiligung der distalen Muskulatur weist die LGMD2G Ähnlichkeiten mit der Miyoshi-Myopathie auf.

## Untersuchungsmethoden
Die Creatin-Kinase im Serum kann leicht bis deutlich erhöht sein. Histologisch finden sich typische aber unspezifische dystrophische Veränderungen. Gelegentlich sind „rimmed“-Vakuolen nachweisbar, die zu Verwechslungen mit anderen Muskelerkrankungen wie der Einschlusskörpermyositis und den myofibrillären Myopathie führen können. Ein Mangel an Telethonin ist mit der Western-Blot-Analyse oder immunhistochemisch möglich. Gesichert wird die Diagnose molekulargenetisch.

## Behandlung
Eine kausale Therapie ist nicht bekannt, so dass symptomatische Maßnahmen wie Physiotherapie im Vordergrund stehen.